# Ursula Andress
Ursula Andress, född 19 mars 1936 i Ostermundigen, kantonen Bern, är en schweizisk skådespelare.

## Biografi
Andress föddes i en familj med sju syskon. Hon var rastlös som ung, och som 17-åring rymde hon till Italien med en manlig skådespelare. Föräldrarna ingrep och hon återvände hem. Ursula Andress ville bli skådespelare, och gjorde några små roller i Italien. Columbia Pictures fick upp ögonen för Andress, och hon åkte till USA. Väl i USA träffade hon det blivande stjärnskottet John Derek, och de gifte sig 1957. Hon lade karriären på is under de kommande åren.
År 1962 blev Andress en internationellt känd sexsymbol efter sin roll som den bikini-klädda Honey Ryder i den första Bond-filmen Agent 007 med rätt att döda. Senare kom hon att spela mot Elvis Presley i Kul i Acapulco (1963), och medverkade även i Casino Royale (1967).
Andress erhöll utmärkelsen Golden Globe Award 1964.
År 1966 skilde Ursula Andress sig från John Derek. Hon träffade sedermera motspelaren från Gudarnas krig, Harry Hamlin. Tillsammans fick de en son, Dimitri Hamlin, 1980; Andress var då 44 år. Sedan 1983 lever hon tillsammans med Lorenzo Rispoli.

## Filmografi i urval
- 1954 – Un americano a Roma
- 1962 – Agent 007 med rätt att döda
- 1963 – Kul i Acapulco
- 1965 – Hej, pussycat
- 1967 – Casino Royale
- 1970 – Farlig fredag
- 1973 – Sista chansen
- 1975 – Colpo in canna
- 1978 – Bergets grymma hemlighet
- 1981 – Gudarnas krig